# Maria Pettenbeck

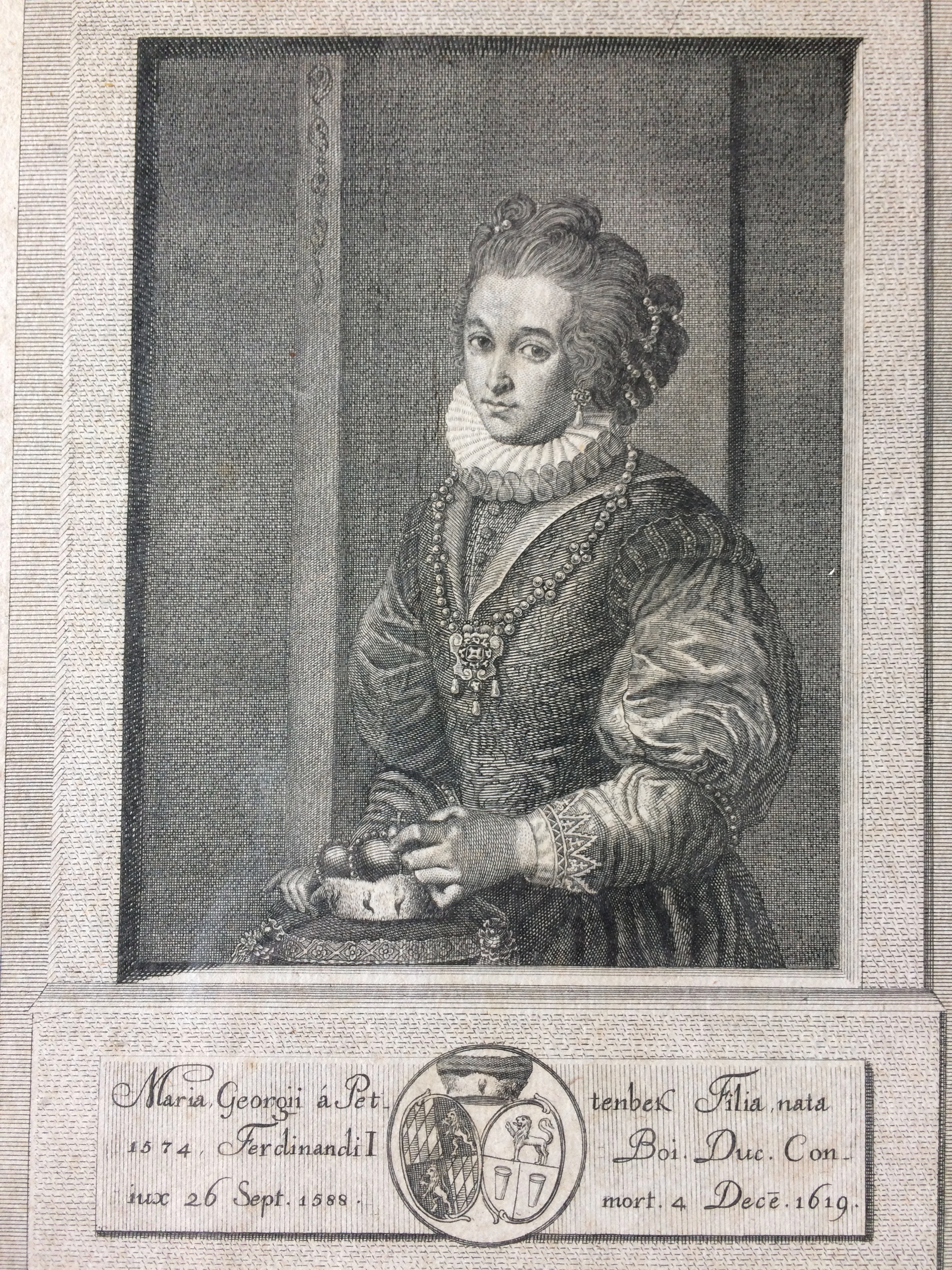
Maria Pettenbeck

Maria Pettenbeck, manchmal auch Marie oder Maria von Pettenbeck, (* 5. Februar 1573 (oder 1574) in Haag in Oberbayern, Grafschaft Haag; † 4./5. Dezember 1619 in München) war mit ihrem Ehemann Ferdinand von Bayern (1550–1608) Begründerin des Adelsgeschlechts der Grafen von Wartenberg. Ferdinand von Bayern entstammte dem Herrscherhaus der Wittelsbacher.

## Leben
Maria Pettenbeck war die Tochter des Verwaltungsbeamten/Landrichters Georg Pettenbeck (gest. 1608) und seiner Frau Felicitas Simon (gest. 1604) aus der Grafschaft Haag. Maria hatte acht Brüder und sechs Schwestern, darauf deutet zumindest ein Fresko der Pfarrkirche St. Nikolaus und St. Maria im Dachauer Ortsteil Mitterndorf hin, das ihr Vater Georg Pettenbeck stiftete. Dargestellt sind links und rechts der Madonna seine Frau Felicitas und seine Kinder.
Maria heiratete am 26. September 1588 fünfzehnjährig in München den Wittelsbacher Ferdinand von Bayern. Es war eine morganatische Ehe, d. h. in diesem Fall, weil Maria aufgrund ihrer Herkunft „nicht standesgemäß“ für Ferdinand war. In der Konsequenz wurden zahlreiche Absprachen getroffen, die das Leben des Ehepaars und seine Nachkommen betrafen. So musste Ferdinand auf die Wittelbacher Titel verzichten und seine Nachkommen waren nur eingeschränkt erbberechtigt. Andererseits erhielt das Paar Güter – unter anderem die Grafschaft Haag, aus der Maria stammte –, jährliche Geldzuwendungen und Zusagen auf finanzielle Unterstützung möglicher Nachkommen. Ab 1602 wurden seine Kinder in den Adelsstand der Grafen bzw. Gräfinnen von Wartenberg erhoben.
Maria lebte mit ihrer Familie in München in einem Stadtpalast am Rindermarkt.
Sie starb am 4. oder 5. Dezember 1619 im Alter von 46 Jahren in München. Beigesetzt wurde sie in der Münchener Familiengruft in der Sebastianskapelle. 1808 wurden sie und 24 ihrer Nachkommen auf Anordnung von Maximilian I. Joseph umgebettet in die Frauenkirche in München.
Maria und Ferdinand hatten 16 Kinder, von denen 10 die Eltern überlebten. Nach dem Tod ihres Mannes 1608 lebte Maria in schwierigen finanziellen Verhältnissen. Ferdinand hatte viele Schulden hinterlassen, sodass Maria sich gezwungen sah, Hilfe beim Adel einzufordern.
In der Münchner Altstadt wurde die Pettenbeckstraße nach ihr benannt.

## Nachkommen
Maria und Ferdinand von Bayern begründeten das Adelsgeschlecht der Gräfinnen und Grafen von Wartenberg. 
Ihre Kinder waren
- Maria Maximiliane 1589–1638
- Maria Magdalena 1590–1620
- Maria 1592–1598
- Franz Wilhelm, Bischof, Kardinal 1593–1661
- Maria Anna 1594–1629
- Sebastian 1595–1596
- Ernst 1596–1597
- Ferdinand 1597–1598
- Maria Elisabeth 1599–1600
- Maria Renata 1600–1642
- Albert 1601–1620
- Maximilian 1602–1679
- Ernst Benno, kurbayerischer Kämmerer in Erding 1604–1666
- Maria Katharina 1605–1606
- Ferdinand Lorenz, Statthalter von Burghausen 1606–1666
- Maria Klara Theresia 1608–1635

Marias Töchter gingen alle als Nonnen ins Kloster. Franz Wilhelm brachte es zum Bischof und Kardinal und starb ohne Nachkommen. Lediglich Ernst Benno hatte männliche Nachkommen, die den Familienstamm fortführten. Im Jahre 1736 starb jedoch mit Maximilian Emanuel der letzte von Wartenberg. Der 18-jährige Maximilian Emanuel starb infolge eines Unfalls – ein geschossener Kirschkern traf sein Auge, nach anderen Quellen war ein Pfirsichkern schuld – in der Ritterschule in Ettal.

## Sonstiges
Die Grund- und Mittelschule im oberbayerischen Wartenberg wurde 2008 in Marie-Pettenbeck-Schule umbenannt.